# كولوراديصور
عظاءة لوس كولورادوس (الاسم العلمي:†Coloradisaurus) هي جنس من الديناصورات طويلة الفقار شبيهة عظائيات الأرجل. وقد عاشت هذه الزواحف خلال أواخر العصر الثلاثي (مرحلة النوري إلى مرحلة الرايتاني) في ما يعرف الآن بمقاطعة لاريوخا في الأرجنتين. وتم التعرف عليه من العينة holotype PVL 5904 وهي جمجمة كاملة تقريبا. تم اكتشافه وجمعه من الجزء العلوي من تكوين لوس كولورادوس وقد سمي أصلاً الكولورادية من قبل خوسيه بونابرت في عام 1978 ولكن تم تعيين هذا الاسم بالفعل إلى عثة ومن ثم أعيدت تسمية الحيوان. تم تسمية هذا الجنس لأول مرة من قبل ديفيد لامبرت في عام 1983 والنوع النمطي هو عظاءة لوس كولورادوس القصيرة.